# Образ (политичка организација)
Отачаствени покрет „Образ”, опште познат као Образ, је српска клерофашистичка организација чије је деловање званично забрањено одлуком Уставног суда Србије од 12. јуна 2012. Организација се залаже за успостављање српске православне монархије на простору од „Купе до Вардара и од Дунава до Јадранског мора“. Ова организација је наставила да постоји и после забране али под другим називом захваљујући рупи у одлуци Уставног суда.
Званична идеологија и циљ „Образа” је била светосавље. Њихово деловање карактерише истицање „традиционалних српских вредности“ („богољубље“, „родољубље“, „витештво“), уз изразито дискриминаторски однос према разним мањинским друштвеним групама (етничким, сексуалним, верским). Министарство унутрашњих послова Републике Србије и Одбор за безбедност Скупштине Војводине су 2005. године окарактерисали „Образ” као клерофашистичку организацију.
Током последњих година, „образовци“ су ненасилно спречили одржавање већег броја политичких, културних, уметничких и религијских манифестација са чијим се садржајем не слажу. Неки аналитичари сматрају да акције „Образа” имају подршку Српске православне цркве и једног дела српске политичке елите.
Након све учесталијих захтева за забраном ове организације, Министарства за људска и мањинска права и Републичко јавно тужилаштво су септембра 2009. године званично затражили забрану „Образа”. Уставни суд је у јуну 2012. године забранио рад ове организације због кршења људских и мањинских права и изазивање националне и верске мржње. Ипак, после забране, ова организација је поново регистрована као нова и са промењеним називом — Србски Образ.

## Историјат
Организација је настала из Издавачког дома „Србски образ”, који је свој рад започео 1994. године, са благословом епископа Српске православне цркве, Данила Крстића. Издавачки дом „Српски образ” је проистекао из Удружења студената „Свети Јустин Филозоф“. Оснивач и први председник „Образа” био је Небојша Крстић (1964—2001), социолог, теолог и члан Удружења књижевника Србије, који је објављивао текстове у многим часописима: „Светигора“, „Монархија“, „Православље“, „Војска“, „Политика“ и др. Један од оснивача „Образа” био је и Андреја Младеновић, касније портпарол Демократске странке Србије. Војислав Коштуница, председник Демократске странке Србије, је 1996. године написао чланак „Српски народ на раскршћу“ за њихов часопис „Образ”, претечу истоимене организације. Током 1997. године Образ углавном делује као реакција на студентски покрет.
Крајем 2000. године часопис „Образ” постаје много активнији и прераста у политичку организацију. Већу пажњу јавности на ову организацију је скренуо инцидент на Скупштини Удружења књижевника Србије у новембру 2000. године, када је служба обезбеђења, коју су чинили припадници „Образа”, избацила из сале групу писаца која се сукобила са руководством, тражећи успостављање демократских односа у удружењу. Председник „Образа” Небојша Крстић је 2001. године погинуо у саобраћајној несрећи. Организација и неке десничарске организације негирају такав извештај полиције и сматрају да је реч о атентату. Након његове смрти, први човек „Образа” је постао Председник главног одбора и Генерални секретар Младен Обрадовић, историчар. Према извештајима Геј стрејт алијансе из 2007, централа „Образа” се налази у Дому војске Србије у Београду.

## Деловање
Организација је постала политички активнија од 2000. године. Скренула је пажњу медија на себе након што су њени чланови, заједно са фудбалским хулиганима, узели учешћа у насилном спречавању Параде поноса у Београду 2001. године.

„Сама начела и циљеви организације „Образ” нису у складу са уставом. Довољна је само једна реченица из прогласа, односно начело „Образа”, српским непријатељима којом им прете да ће бити најстроже кажњени и искорењени.“

Марко Караџић, државни секретар за људска и мањинска права
Године 2001, организација је објавила Проглас србским непријатељима, у којем се обраћају: „ционистима“, који су „презрели, одбацили и распели“ Христа, „усташама“, који су од Срба „покрали језик и историју“, „муслиманским екстремистима“ који одбијају да се „коначно врате вери и нацији својих православних србских предака“, „шиптарским терористима“, који ће се „суочити са праведним гневом србског народа“, „лажним миротворцима“, који лажу о српском "геноциду“ и којима поручују да се губе из Србије, „партијашима“ који су „уљези у бићу Србства“, „секташима“, који упражњавају и шире зловерје, „перверзњацима“, односно педофилима и ЛГБТ особама, који ће бити „најстроже кажњени и искорењени“, „наркоманима“ који кваре чистоту србске омладине и здравље србске нације, „криминалцима“ и многим другима. Они на крају прогласа „србске непријатеље“ позивају на покајање, иначе за њих неће бити милости.
Ова организација је позната и по кампањи за националну употребу ћирилице (под слоганом: „Буди Србин, пиши ћирилицом“), те по инсистирању на томе да се придев „српски“ мора писати без једначења по звучности, тј. „србски“, што је неправилно по српском правопису.

„Образ је политичка организација,     православна и саборна, а не партијска, јер не верујемо у плурализам интереса у србском народу, већ у његову саборност, у јединствен систем вредности и у једну заједничку судбину за све Србе.“

Програм „Образа”
Након хапшења чланова неонацистичке организације Национални строј, који су 9. новембра 2005. године насилно прекинули антифашистичку трибину у Новом Саду, „Образ” је изразио солидарност са ухапшенима. 21. децембра 2005, Скупштина Војводине усваја закључак којим се од Владе Србије тражи забрана свих националистичких, расистичких и клерофашистичких група у Србији, међу које је убројан и „Образ”.
Дана 5. маја 2007. године „Образ” је претњама спречио одржавање светског марша конопље, називајући све његове учеснике наркоманима.
Дана 30. маја 2007. године „образовци” су, искључивши пројектор у Дому културе Студентски град, спречили пројекцију филма „Слани кикирики“ хрватског редитеља Томислава Готовца, због наводног „порнографског“ садржаја. Полиција је спречила већи инцидент.
Приликом обележавања Међународног дана људских права 10. децембра 2007. године на Тргу Републике у Београду, више од 50 „образоваца” се такође окупило на истом месту, покушавајући да нападну учеснике скупа. Они су узвикали пароле „Убиј, закољи, да педер не постоји“, „Ратко Младић“, „Усташе“, „Убићемо педере“, „Клаћемо Хрвате“, „Добићете батине“ итд. Полиција је спречила напад ове групе на активисте за људска права, али никог нису ухапсили.
У фебруару 2008. припадници ове организације су упали на промоцију књиге из радио-емисије „Пешчаник“ (Б92) у Футогу, узвикујући пароле против Јевреја, хомосексуалаца и организатора промоције.
Дана 7. фебруара 2008. педесетак припадника „Образа” је насилно прекинуло изложбу „Одступања” савремених уметника из Приштине. Они су поцепали плакат на којем је у поп-арт стилу представљен вођа Ослободилачке војске Косова Адем Јашари, док се насупрот њега налазила слика Елвиса Преслија са исуканим пиштољем. Министарство културе и већи број невладиних организација су осудили овај инцидент, а омладина Лиге социјалдемократа Војводине је затражила забрану рада ове организације.
За време одржавања „Евровизије“ у Београду 2008. године запретили су да ће свим средствима спречити сваку промоцију геј особа на улицама Београда.
Чланови ове организације су 24. маја 2008. године посетили српске енклаве у Ораховцу и Великој Хочи и манастире Пећка патријаршија, Дечани и Зочиште и становницима допремили преко 10 тона помоћи. Такође су учествовали у одбрани насеља Брђани од косовске полиције и снага ЕУЛЕКС-а и КФОР-а који су покушали да у њему насилно населе Албанце.
Јула 2008. године група младића из „Образа” је прекинула перформанс „Дисање-ходање-додир“ Габријела Савића Ра, који је тај уметник одржавао у оквиру Међународног фестивала авангардне уметности у Дому културе Студентски град.
Током протеста подршке Радовану Караџићу јула 2008. припадници „Образа”, СНП „1389“ и навијачких група су изазвали нереде у којима је демолиран град, паљене заставе и амбасаде, и бацане бакље и каменице на полицију.
Дана 3. августа 2008. године у Чачку су припадници „Образа“ и Равногорског покрета прекинули трибину о антисемитизму.
Од 30. августа до средине септембра 2008. године припадници „Образовци“ су улазили у просторије Новинске агенције Бета, вршили перманентни притисак на уређивачку политику овог медија и застрашивали запослене у тој медијској кући, фотографишући их и снимајући камером.
Дана 19. септембра 2008. године, током одржавања Квир фестивала у клубу Рекс чланови „Образа“ и „1389“ су физички напали учеснике. Теже су повредили држављана САД Ернеста С., а лакше Биљану Р. и Веру К.
У недељу 9. новембра 2008. године, првог дана заседања Светог архијерејског синода Српске православне цркве, „Образ“ је организовао „молитвену шетњу“ до Патријаршије, у којој је учествовало око 200 људи, међу којима и један број монаха и свештеника. Непосредно пре тога, присталице „Образа“ су испред смедеревске саборне цркве Светог Георгија делиле пропагандни материјал „Образа“ којим се „брани источни обред литургије“. Након тога, они су ушли у цркву и звиждуцима прекинули литургију, довикујући свештеницима да „су јеретици, отпадници од вере, зилоти, унијати и католици". Протојереј Добрица Костић сматра да протест долази „од новокрштених, који мисле да су превелики познаваоци српске вере а да не желе ишта да уче о вери“. Он је додао да се сличан протест догодио 19. октобра исте године у приградској цркви у насељу Јасенак. Аналитичар Мирко Ђорђевић повезује овај инцидент са избором новог патријарха Српске православне цркве и оцењује да њиме „тврда струја“ врши притисак против реформаторских струја у Цркви, преко „парацрквених формација“ као што је „Образ“. У том унутарцрквеном спору, „Образ“ је дао подршку рашко-призренском епископу Артемију Радосављевићу.
Дана 8. јануара 2009. године, припадници „Образа“ су под паролом Стоп сектама насилно прекинули дељење божићних пакетића деци, које је организовала Пентекостална црква. Том приликом су скандирали „Србија Србима, напоље са сектама“ и друге претеће пароле.
Дана 15. фебруара 2009. године, на свечаности обележавања Првог српског устанка у Орашцу, припадници удружења „Образ“, СНП „1389“, „Наши“ и „Равногорског покрета“ су протестом нарушили свечану атмосферу прославе Дана државности.
Дана 17. фебруара 2009. чланови „Образа“ и „1389“ заједно са навијачком групом „Фирма“ изазвали експлозије испред градске куће у Новом Саду и седишта ЛДП.
Дана 27. јуна припадници „Образа“ су напали активисте Антифашистичке кампање, након њиховог скупа подршке Ромима који живе поред насеља „Белвил“. Напад, у којем је активиста АФК-а задобио повреде главе, је сниман камером, након чега је београдска полиција ухапсила једног припадника „Образа“. Пар дана након тога, десетак припадника „Образа“ су упаљеним бакљама напали активисте Антифашистичке кампање на Платоу испред Филозофског факултета.
Дана 11. јула 2009. на београдском Тргу републике чланови „Образа“ и „1389“ су омели скуп „Жена у црном“ поводом обележавања годишњице страдања муслимана у Сребреници. Дан касније, 12. јула 2009. године, око двадесетак припадника Отачаственог покрета „Образ“ изазивало је инциденте у Братунцу и Сребреници, приликом обележавања годишњице страдања Срба тих области. У Братунцу су скинули заставу Босне и Херцеговине са зграде општине и погазили је, док су приликом проласка кроз Сребреницу узвикивали пароле „непримереног“ садржаја.
Београдска поворка поноса, јавни скуп поводом промовисања права ЛГБТ особа, који је требало да се одржи у Београду 20. септембра 2009. године, је забрањен услед високог ризика од ескалације насиља због претњи „образоваца“ и других екстремно десничарских организација и фудбалских хулигана.

## Идеологија
| „                         | Ми, Срби, јесмо домаћински народ. То значи да све односе у свету схватамо, доживљавамо и уређујемо по светосавском домаћинском начелу које гласи: Бог је Домаћин света, христољубиви Владар је домаћин државе, побожни Србин је домаћин породице! | ” |
| — Основна начела „Образа“ | |   |

Званична политичка идеологија Отачаственог покрета „Образ“ јесте православни односно светосавски национализам. У изградњи ове идеологије „Образ“ се ослања на епископа Николаја Велимировића, чији политички ставови и дан данас изазивају подељеност у српској јавности. Ову идеолошку оријентацију зацртао је њихов оснивач Небојша Крстић објављивањем зборника одабраних списа Николаја Велимировића под насловом Православље и политика. „Образ“ се залаже за напуштање неких широко прихваћених вредности као што су секуларно друштво, грађанска република, либерализам, демократија и слично. Одбацујући друштвени плурализам, они се залажу за органски начин друштвеног уређења који називају црквеним термином саборност. Такође се противе постојању малих верских заједница у Србији, које називају сектама.
Они се боре за јединствену српску државу од „Купе до Вардара и од Дунава до Јадранског мора“, која би била православна монархија („држава са Божијим благословом“) на челу са „христољубивим владаром“ и системом образовања заснованим на вери. У успостављању оваквог поретка уздају се у јаке оружане снаге, наглашавајући да „индустрија наоружања и војне опреме мора да буде стратешки најважнија и најзначајнија грана србске привреде“. Ова организација пружа подршку Радовану Караџићу, некадашњем председнику Републике Српске и Ратку Младићу, некадашњем генералу Војске Републике Српске, оптуженима пред Хашким трибуналом за ратне злочине почињене током југословенских ратова. У емисији „Двоугао“ на ТВ Б92 емитованој 23. фебруара 2008, Младен Обрадовић је изјавио да би за главнокомандујућег Војске Србије поставио генерала Младића, а да би у Хрватској летовао само у „српском Дубровнику“. Аналитичари оцењују да се њихова идеологија налази на крајњој десници српског политичког спектра.
На својим јавним скуповима „образовци“ се користе експлицитним говором мржње, узвикујући пароле попут: „Нож, жица, Сребреница!”, „Убиј, закољи да Шиптар не постоји", „Србија Србима, Шиптарима секира", „Убиј, закољи, да педер не постоји“, „Убићемо педере“, „Клаћемо Хрвате“ и томе слично. На њиховој званичној интернет презентацији се налазе линкови ка следећим екстремно десничарским групама: Noua Dreapta (Румунија), Slovenska Pospolitost (Словачка), Renouveau Français (Француска), Forza Nuova (Италија), La Falange (Шпанија) и Narodowe Odrodzenie Polski (Пољска). Анализом МУП-а Србије из 2005. године утврђена је подударност делова програма покрета „Образ“ и наци-скинхеда, упркос томе што постоји одређени анимозитет између хришћанског опредељења „образоваца“ и скинхеда, које они виде као невернике.
| „                                                     | Антизападњаштво, национализам, идеолошка искључивост, оданост Радовану Караџићу и Ратку Младићу, хомофобија, анимозитет према либералним вредностима и антисемитизам, њихови су заједнички програмски елементи. | ” |
| — Извештај МУП-а Србије о екстремној десници у Србији | |   |

## Критике
Фонд за хуманитарно право је још 2001. године упутио захтев надлежним државним органима за покретање истражног поступка против Отачаственог покрета „Образ“, због кривичног дела „подстицања националне, расне и верске мржње“.
Светски покрет за заштиту људских права Амнести интернашонал је у извештају из 2004. године навео „Образ“ као организацију која шири хомофобију у Србији. Институт Стефан Рот при Универзитету у Тел Авиву је у свом извештају из 2005. године сврстао „Образ“ међу групације које шире антисемитизам у Србији. 
Крајем 2005. године, Скупштина Војводине је затражила од Министарства унутрашњих послова Републике Србије да истражи деловање екстремистичких организација у АП Војводини. МУП Србије је након истраге саставио први званичан списак неонацистичких и других екстремистичких организација, који је достављен Одбору за безбедност Скупштине Војводине. У њему се налази и „Образ“ који је окарактерисан као клерофашистичка организација. Скупштина Војводине, заједно са многим невладиним организацијама, је након тога затражила забрану „Образа“ и других наведених организација.
Године 2009, Марко Караџић, државни секретар Министарства за људска и мањинска права Републике Србије, оценио је да ова организација ради у супротности са Уставом Републике Србије и важећим законима, јер „агресивни национализам, позив на истребљење одређених групација у Србији, изражавање дискриминације и позив на насиље јесу у нескладу са Уставом“. Због тога, Министарство за људска и мањинска права тражило је од тужилаштва да испита уставност и законитост рада покрета „Образ“. Републички јавни тужилац Слободан Радовановић је оценио да „Образ“ и СНП „1389“ шире и подстичу „ксенофобију и хомофобију, и да се залажу за протеривање свих оних који не припадају истој вери, нацији и религији“, након чега је тужилаштво затражило забрану њиховог деловања.
Уставни суд је 12. јуна 2012. године, донео решење о забрани „Образа“, због деловања усмереног на кршење зајемчених људских и мањинских права и изазивања националне и верске мржње (како је наведено у одлуци).